# Monzón de Campos
Monzón de Campos es un municipio y localidad española de la provincia de Palencia, en la comunidad autónoma de Castilla y León. Forma parte y es la sede de la mancomunidad Bajo Carrión y Ucieza junto con otras diecisiete villas. Se encuentra en la comarca de Tierra de Campos y debido a que en su término municipal incluye la pedanía de Villajimena también forma parte del Cerrato castellano. Cuenta con una población de 583 habitantes (INE 2024).
Monzón de Campos se sitúa a 12 kilómetros de la capital provincial, dirección Santander cuyo camino y posterior carretera ha pasado durante siglos por el centro de la localidad, lo que ha influido en su desarrollo histórico y económico. En la actualidad tiene la carretera nacional y acceso directo a la autovía Cantabria - Meseta, así como dos paradas de tren—más que Palencia capital y las mismas que Valladolid— que son el Apeadero de El Carrión en el centro urbano y Monzón de Campos en el barrio de la Azucarera, y se están ejecutando en su entorno las obras del AVE hacia Cantabria.
Por su término municipal pasan los ríos Carrión y Ucieza, que desemboca en el anterior precisamente en este punto, cuyas subidas han sido y son frecuentes, por ello se han dado inundaciones y se ha tratado de proteger a la población a lo largo de su historia.
Monzón de Campos es conocido por su relevancia histórica debido a que fue la cabeza del Condado de Monzón y la posterior Merindad de Monzón, por su castillo, por ser la población donde se situó la primera harinera de España y por el desarrollo económico-industrial que tuvo desde el siglo XVIII hasta la segunda mitad del siglo XX, debido a que tenía el Parador Nacional de Turismo en el castillo hasta 1988 y otros negocios de hostelería para alojamiento y restauración para eventos en esa misma fortificación hasta 2001, la fábrica de cerámica cerrada en los años 1980 y la Azucarera clausurada en 2003, las cuales motivaron el desarrollo de un barrio industrial y residencial anexo con un buen número de negocios de todo tipo que fueron cerrando en su mayoría tras el cierre de las factorías.
Como casi toda la España rural y agudizado por el declive del sector industrial en el Barrio de la Azucarera y el cierre del castillo, Monzón de Campos cuenta en noviembre de 2022 con un tercio de la población que tenía en la década de los años 60 del siglo XX de nuestra Era, por ello desde diferentes instituciones como el Ayuntamiento y colectivos como el Centro de Desarrollo Rural (CDR) Bajo Carrión y Ucieza se está trabajando mediante ofertas de empleo, programas, ayudas y campañas para animar a residir en el municipio y el fomento de los alquileres, especialmente para la juventud.
Destaca también como elemento gastronómico identificador el nabo debido a la fecundidad de sus campos, que cuenta con una Feria de Exaltación y la recreación semi-histórica participativa denominada Batalla Nabal. Otros productos destacados son su pan y los característicos del entorno como son la menestra de verdura, la sopa de ajo y el lechazo asado.
Tiene un himno creado por Amalgama Folk que evoca la historia y la geografía de Monzón de Campos.

## Geografía
- Se encuentra bañado por el río Carrión y a una altitud de 750 m s. n. m.
- Su término municipal incluye la pedanía de Villajimena.
- Barrios de Monzón de Campos: centro urbano, barrio de Santa Eulalia (antiguo Barriocid o Barriocín), Calle La Cerámica, Urbanización Parque Monzón, barrio de bodegas y Barrio de la Azucarera.

### Hidrología
Por su término municipal pasan los ríos Carrión y Ucieza, que desemboca en el anterior precisamente en este punto, cuyas subidas han sido y son frecuentes, por ello se han dado inundaciones y se ha tratado de proteger a la población a lo largo de su historia. Por ello en nuestros días aún se pueden apreciar vestigios de las manguardias que protegían al núcleo urbano, siendo unos muros de piedra que continuaban los laterales del puente en el lado de las casas y continuaba su lado mejor conservado a través de la actual calle Las Huertas, pasando por detrás del Conjunto Amurallado, por ello a esa calle se la llamaba popularmente Calle de las Murallas, siguiendo por el Tojo de la Galinda dejando a un lado la Finca del Río Viejo —lo que expresa un antiguo cauce del río Carrión— y finalizando en las cercanías del Puente de Mangavallejo.
Es por ello que Monzón de Campos cuenta en la actualidad con varias fuentes como la Fuente del Val, Fuente Armiño, entre otras, que se usaban para el ganado, así como regaderas, sifones y acequias vinculadas al canal de Castilla que sirven para mantener mediante regadío la agricultura local. Destaca la Acequia de Palencia que llega hasta Amusco y pasa por el centro urbano de Monzón de Campos, incluyendo un tramo subterráneo, que sirve a su vez para surtir de agua los huertos vecinales.
También se pueden aprecias vestigios de antiguos molinos hidráulicos en el lado oeste del Puente de Piedra, el cual tiene también pruebas de haber tenido un batán.

### Clima
Monzón de Campos tiene un clima Csb  (templado con verano seco y templado) según la clasificación climática de Köppen.
| Parámetros climáticos promedio de Monzón de Campos en el periodo 1961-2003 | Parámetros climáticos promedio de Monzón de Campos en el periodo 1961-2003 | Parámetros climáticos promedio de Monzón de Campos en el periodo 1961-2003 | Parámetros climáticos promedio de Monzón de Campos en el periodo 1961-2003 | Parámetros climáticos promedio de Monzón de Campos en el periodo 1961-2003 | Parámetros climáticos promedio de Monzón de Campos en el periodo 1961-2003 | Parámetros climáticos promedio de Monzón de Campos en el periodo 1961-2003 | Parámetros climáticos promedio de Monzón de Campos en el periodo 1961-2003 | Parámetros climáticos promedio de Monzón de Campos en el periodo 1961-2003 | Parámetros climáticos promedio de Monzón de Campos en el periodo 1961-2003 | Parámetros climáticos promedio de Monzón de Campos en el periodo 1961-2003 | Parámetros climáticos promedio de Monzón de Campos en el periodo 1961-2003 | Parámetros climáticos promedio de Monzón de Campos en el periodo 1961-2003 | Parámetros climáticos promedio de Monzón de Campos en el periodo 1961-2003 |
| Mes | Ene.                                                                       | Feb.                                                                       | Mar.                                                                       | Abr.                                                                       | May.                                                                       | Jun.                                                                       | Jul.                                                                       | Ago.                                                                       | Sep.                                                                       | Oct.                                                                       | Nov.                                                                       | Dic.                                                                       | Anual                                                                      |
| --- | -------------------------------------------------------------------------- | -------------------------------------------------------------------------- | -------------------------------------------------------------------------- | -------------------------------------------------------------------------- | -------------------------------------------------------------------------- | -------------------------------------------------------------------------- | -------------------------------------------------------------------------- | -------------------------------------------------------------------------- | -------------------------------------------------------------------------- | -------------------------------------------------------------------------- | -------------------------------------------------------------------------- | -------------------------------------------------------------------------- | -------------------------------------------------------------------------- |
| Temp. media (°C) | 3.3                                                                        | 4.8                                                                        | 7.3                                                                        | 9.0                                                                        | 12.8                                                                       | 17.1                                                                       | 20.3                                                                       | 20.1                                                                       | 16.8                                                                       | 11.9                                                                       | 6.8                                                                        | 3.9                                                                        | 11.2                                                                       |
| Precipitación total (mm) | 42.7                                                                       | 34.8                                                                       | 28.7                                                                       | 43.8                                                                       | 47.9                                                                       | 35.8                                                                       | 18.4                                                                       | 19.3                                                                       | 34.7                                                                       | 45.0                                                                       | 49.0                                                                       | 45.7                                                                       | 445.8                                                                      |
| Fuente: Ministerio de Agricultura, Alimentación y Medio Ambiente. Datos de precipitación para el periodo 1961-2003 y de temperatura para el periodo 1961-2003 en Monzón de Campos 4 de octubre de 2012 |                                                                            |                                                                            |                                                                            |                                                                            |                                                                            |                                                                            |                                                                            |                                                                            |                                                                            |                                                                            |                                                                            |                                                                            |                                                                            |

## Historia

### Edad Media

Condado de Monzón

Alfonso III organizaba así la línea defensiva del Duero, con plazas fortificadas que guardasen los principales vados del río frente a las razzias musulmanas. Con ello, Dueñas se convirtió en un importante centro defensivo en el Duero medio durante todo el siglo X y parte del XI, convirtiéndose en la cabeza de un amplio alfoz, que no solo suponía una demarcación militar y un término común, sino también una jurisdicción formada por diferentes aldeas y lugares dependientes jurisdiccionalmente de la cabeza del alfoz. Entre estas aldeas y lugares, que fueron despoblándose paulatinamente a lo largo de la Edad Media y principios de la Edad Moderna debido a la tendencia a la concentración del hábitat en toda Europa occidental, cabe destacar que existe constancia documental de algunas de ellas como Santa María de Onecha, Valdeazas, San Nicolás, San Lázaro, San Miguel, San Torcuato, etc. Dueñas se configuró también como una de las catorce villas reales -bajo la autoridad directa del rey- que existieron en la región formada por los Montes Torozos. A pesar de ello, el alfoz de Dueñas sufrirá una rápida disgregación y disminución en el siglo XII, sobre todo bajo los reinados de Alfonso VII (1126-1157) y Alfonso VIII (1158-1214), debido tanto al crecimiento de Palencia a partir del siglo XI tras la restauración de su diócesis por Sancho III en 1034, como por la formación de un amplio coto con jurisdicción independiente en torno al Monasterio de San Isidro de Dueñas. Así, Alfonso VII donó Villamuriel de Cerrato al obispo de Palencia en 1141, quienes la convierten en su residencia de verano debido a su proximidad a la ciudad, y Alfonso VIII donó las villas de Villa Anel al Hospital de San Antolín en Palencia en 1162, Villagiga a San Isidoro en 1165 y, finalmente, en 1191 vendió los montes reales de Dueñas al concejo y canónigos de Palencia.
Además, tras la victoria de las tropas cristianas en la Batalla de Simancas (939) y la conquista de Toledo (1085), se consolidó su avance más allá de la línea del Duero y Dueñas redujo su importancia estratégica como zona fronteriza pero no como vía de comunicación, situada en pleno camino real de Burgos. Para el control y repoblación de esta zona, los reyes leoneses crearon diferentes entidades territoriales y adminsitratrivas conocidas como condados como los de Castilla, Saldaña, Carrión o Monzón. Dentro de este último se encontraba la villa de Dueñas, creado en el siglo X d. C. en el límite oriental del reino de León, limítrofe con el condado de Castilla, independiente desde el 932 d. C., para evitar la expansión de Castilla por esta zona, entragándoselo a la familia Ansúrez en la figura de Ansur Fernández. A la muerte de su hijo Fernando Ansúrez sin sucesores, su viuda Toda conservó el título de condesa y actuó como gobernadora desde Dueñas. A pesar de todo ello, la situación de la frontera era todavía inestable y Dueñas se verá afectada todavía por razzias periódicas, como la descrita por Jiménez de Rada en su "Historia Gótica" en el invierno de 950 d. C. arrasando tres castillos: "Septimmancas, Donnas et Septempublicam". En principio, en estos momentos, el condado de Monzón seguía bajo la órbita del reino de León, pues a la muerte sin descendencia del conde Fernando Ansúrez (hacia el 978 d. C.) es heredado por su hermana Teresa Ansúrez casada con el rey de León Sancho I. Sin embargo, debido a la muerte sin herederos de su hijo y sucesor Ramiro III de León y a las expediciones de Almanzor entre los años 981 y 984, que afectaron también a esta zona, finalmente recaerá bajo el área de influencia del incipiente condado de Castilla hacia el 990 d. C.
De la fundación de Monzón, no hay fecha, aunque se sabe que en el año 906, existían dos castillos y en la Catedral de León se conserva un documento del año 916, que dice que la localidad pertenecía al obispado leonés. En unos pocos años Monzón se convertirá en la cabeza de uno de los condados palentinos más importantes, el Condado de Monzón, jugando un papel importante, aunque efímero, en la vida del Reino de León y el Condado de Castilla, a lo largo del siglo X. Todo ello de la mano de la familia de los Ansúrez.
Aunque el primer documento que hace referencia a ello sea del año 943, parece ser que unos años antes Ansur Fernández, había sido nombrado Primer Conde de Monzón. Este no era otro que el hijo de Fernando Ansúrez, quien en años anteriores, había desempeñado, por nombramiento real, el cargo de Conde de Castilla. Con Fernando Ansúrez, segundo Conde de Monzón, en el año 950, el condado llega a su máximo esplendor. La influencia política del condado se ve acrecentada por la hermana del conde, Teresa Ansúrez, ya que ella se casa con el rey de León Sancho I. Este matrimonio, supuso que se añadiese al condado las posesiones de Tariego y Dueñas.
Aparecen dos lápidas hebreas con la inscripción: Este es el sepulcro de rab Samuel, hijo de rabí Shalthiel el príncipe sobre el cual se cayó la casa y murió del desastre el tercer día (descanse en el Edén), a 16 días del mes de Elul del año 4857 de la Creación del mundo. Corresponde al año 1.097.
Aparece un pebetero en forma de león de bronce del siglo XII o anterior.
Año 1351 Memorial de Monzón de Campos. Sancho Sánchez de Rojas es nombrado I señor de Monzón de Campos. Sancho reconstruye el castillo y a la vez construye su casa solariega en la población. La casa es del mismo estilo que el palacio de su rey Pedro I en Astudillo.
Año 1366 Masacre de las juderías de Monzón de Campos y Palencia.
Año 1419 Escritura del mayorazgo del estado de Monzón de Campos por Juan de Rojas.
Año 1489-1491 Se establece lo que tiene que pagar la aljama de judíos de Monzón por la guerra de Granada.

### Edad Moderna
Año 1520 Diego de Rojas VII señor de Monzón solicita ayuda a la ciudad de Palencia para luchar en Dueñas contra los comuneros.
Año 1521 El obispo Acuña y los comuneros entraron y saquearon Monzón.
Año 1530 Juan de Rojas y Rojas, nacido en Monzón es nombrado junto a su esposa Marina Sarmiento I marqueses de Poza.
Año 1598 Facultad real para acrecentar el mayorazgo de Poza y Monzón.
Año 1653 La marquesa de Poza Juana de Rojas recompra la casa de pajes en Monzón de Campos.
Año 1780 José Pérez Ordóñez es dueño de la primera fábrica de harinas de España establecida en Monzón de Campos, posee casa en el palacio y en el mesón de arrieros.

### Edad Contemporánea
Año 1808 Los vecinos de Monzón se enfrentan a los franceses en Torquemada.
Año 1820 El mesón de arrieros se sustituye por el parador de Rojas en Monzón de Campos.
Así se describe a Monzón de Campos en la página 573 del tomo XI del Diccionario geográfico-estadístico-histórico de España y sus posesiones de Ultramar, obra impulsada por Pascual Madoz a mediados del siglo XIX:

MONZÓN DE CAMPOS

Villa con ayuntamiento en la provincia y diócesis de Palencia (2 leguas), partido judicial de Astudillo (3), audiencia territorial y capitanía general de Valladolid (10).
Situada en una superficie llana dominada por el N y E de 2 colinas, sobre las que se hallan las fortalezas el castillo y el Castellón y próxima a la vega feracísima regada por el Carrión y que ofrece una vista sumamente agradable; la carretera general de Santander pasa por el centro de la población.
El clima es templado con buena ventilación y poco propenso a enfermedades.
Consta de 200 casas de mediana construcción y un palacio de Altamira muy deteriorado y un magnífico parador; las calles son estrechas y tortuosas, muy sucias y sin empedrar; hay escuela de primeras letras dotada con 1200 reales pagados de los fondos de propios y una corta retribución que dan los padres de los 60 niños que concurren; para socorro de los pobres enfermos existe un hospital con mil reales de renta y un pósito con 800 fanegas de trigo de capital; la iglesia parroquial bajo la advocación del Salvador, está servida por un cura de segundo ascenso, un beneficiado y un sacristán.
El término confina por N con Amusco, Santa Cruz de la Zarza y Rivas; E con el de Valdespina; S Fuentes de Valdepero y O Husillos.
Su terreno es bastante montuoso y la parte de E y NE en especial es poco productiva; lo restante es muy feraz; la vega que antes era uno de los puntos más amenos y ricos, ha quedado en muy mal estado desde la construcción del canal, el cual inutilizó la acequia que servía para el riego de aquella, y sobre la que había 4 molinos y un batán; próximo a la población pasa el río mencionado, el cual tiene un magnífico puente de sillería con 13 ojos; en este término recibe las aguas del río Ucieza y de otro pequeño arroyo.
Los caminos son locales pasando por el centro la ya mencionada carretera.
La correspondencia la recibe de Palencia por el valijero de Amusco los lunes, jueves y sábados.
Producciones: trigo, cebada, centeno, avena, lino, patatas, hortaliza y exquisitas frutas, siendo de notar un grande peral que hay en la vega que produce 1000 reales anuales y en algunos ha producido 300 ducados; pues dio 200 arrobas de fruta que se vendieron a 16 reales cada una.
Industria: la agrícola y algunos hombres dedicados a las canteras, y las mujeres en hilar lino y fabricar cestos y otros utensilios de mimbres.
Comercio: la venta de cereales y demás productos agrícolas y la importación de algunos artículos de primera necesidad.
Población: 110 vecinos, 572 almas.

Capital productivo: 547 300 reales. Imponible: 24 747. El presupuesto municipal asciende a 10 000 y se cubre con el producto de las fincas de propios y los ramos arrendables.

Año 1849 Vicente Pío Osorio de Moscoso, XIV conde de Altamira, con 109 títulos nobiliarios para evitar la ruina vende todas sus propiedades en Monzón.
Año 1849 El senador Juan González de Villalaz y Madrazo Escalera compra el palacio y el parador de Monzón.
Año 1872 Teresa Fernández de Velasco y Pérez de Soñanes, madre de la V marquesa del Otero es la titular del palacio y el parador de Monzón.
Año 1855 Los marqueses de los Castellones compran el palacio y el parador de Monzón.
Año 1896 El senador por Valladolid Don José de la Cuesta y Santiago compra el palacio y el parador en Monzón
Año 1902 Don José de la Cuesta vende al ayuntamiento el palacio de Monzón y a la familia Merino el antiguo parador.
Hasta la reforma de la nomenclatura municipal de 1916 el municipio se llamaba simplemente Monzón. En dicha fecha su nombre fue modificado por el de Monzón de Campos.
Año 2019, durante las fiestas patronales de San Antonio se presenta el Himno de Monzón de Campos

## Demografía
Cuenta con una población de 583 habitantes (INE 2024).
| Gráfica de evolución demográfica de Monzón de Campos entre 1842 y 2021 |
| |
| Población de derecho según los censos de población del INE. Población de hecho según los censos de población del INE.En 1973 crece el término del municipio porque incorpora a Villajimena. |

## Transporte y comunicaciones
Ferrocarril
Monzón de Campos se sitúa a 12 kilómetros de la capital provincial, dirección Santander cuyo camino y posterior carretera ha pasado durante siglos por el centro de la localidad, lo que ha influido en su desarrollo histórico y económico. En la actualidad tiene la carretera nacional y acceso directo a la autovía Cantabria - Meseta, así como dos paradas de tren (más que Palencia capital y las mismas que Valladolid) que son el Apeadero de El Carrión (en el centro urbano) y Monzón de Campos (en el barrio de la Azucarera) y se están ejecutando en su entorno las obras del AVE hacia Cantabria, las cuales han contado con el apoyo de Miguel Ángel Revilla.
Carretera nacional y autovía

## Economía
Pueblo fundamentalmente agrícola, contó con explotaciones ganaderas ya casi extinguidas. Su gran extensión de tierras de regadío hacen de esta tierra, una fructífera explotación remolachera.
Monzón fue un importante núcleo industrial. Contaba con una fábrica de ladrillos que cesó su actividad en la década de 1970. También, durante más de medio siglo la Azucarera fue la piedra angular sobre la que giraba la economía del pueblo. En 2003, Ebro Foods, propietaria de la factoría, decidió cesar la actividad.
También está presente en Monzón de Campos una fábrica de manufacturados de papel, y una empresa dedicada a la fabricación de maquinaria industrial.

## Administración y política

### Evolución política
| Periodo   | Nombre                     | Partido                     |
| --------- | -------------------------- | --------------------------- |
| 1979-1983 | Santos López Melgar        | Unión de Centro Democrático |
| 1983-1987 | Antonio Carvajal Carrancio | PSOE                        |
| 1987-1991 | Antonio Carvajal Carrancio | PSOE                        |
| 1991-1995 | Antonio Casas Merino       | PSOE                        |
| 1995-1999 | Antonio Casas Merino       | PSOE                        |
| 1999-2003 | Antonio Casas Merino       | PSOE                        |
| 2003-2007 | Antonio Casas Merino       | PSOE                        |
| 2007-2011 | Florencio Sánchez Merino   | PP                          |
| 2011-2015 | Mariano Martínez Hoyos     | PSOE                        |
| 2015-2019 | Mariano Martínez Hoyos     | PSOE                        |
| 2019-2023 | Mariano Martínez Hoyos     | PSOE                        |
| 2023-act. | Mariano Martínez Hoyos     | PSOE                        |

## Patrimonio
Castillo de Monzón de Campos

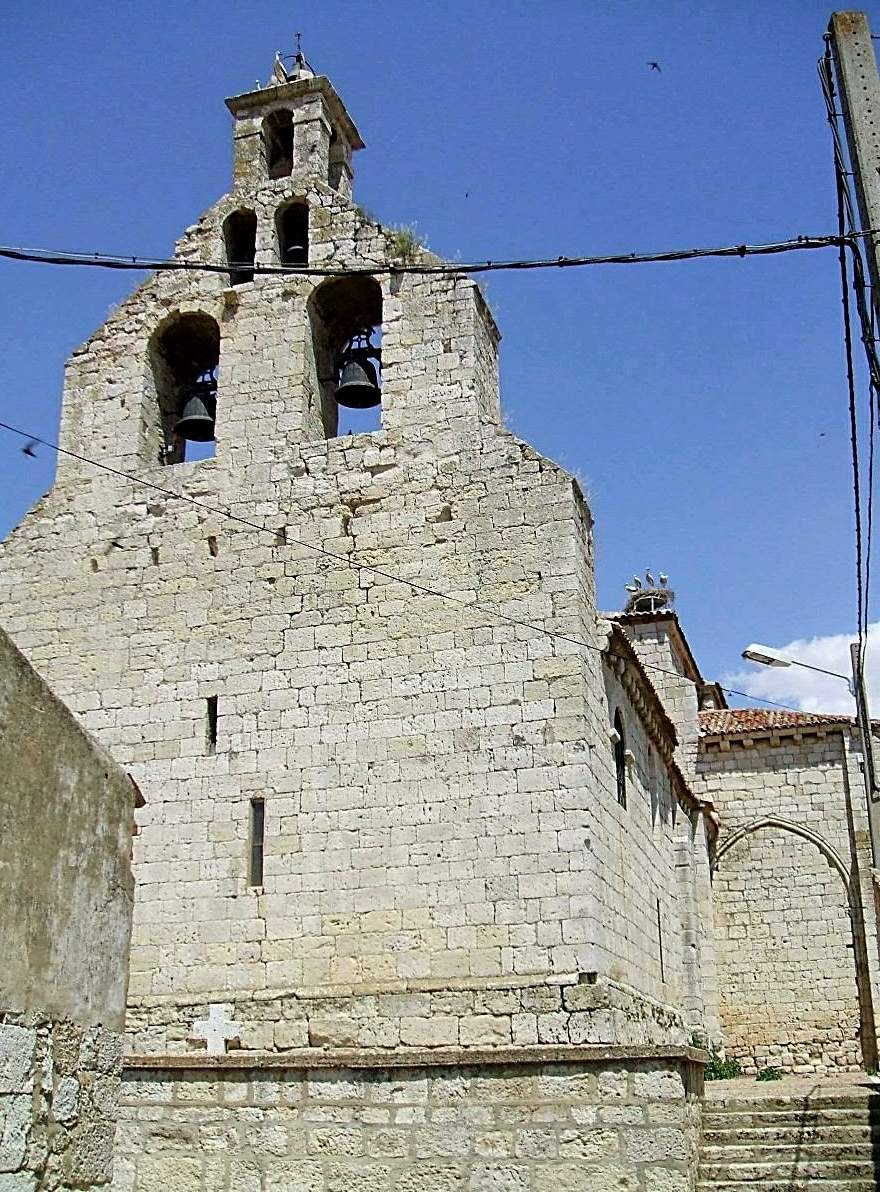
Iglesia católica parroquial de El Salvador

El Castillo de Monzón de Campos: Uno de los dos que tuvo la villa en su día. Durante la Edad Media, fue el centro de poder del Condado de Monzón, gobernado este por la Familia Ansúrez. Está formado por un sólido torreón de planta cuadrada, de unos 13 metros de lado, al que se le adosa un recinto de forma trapezoidal. La obra original data del siglo X, si bien se ha visto remodelado varias veces a lo largo de los siglo XII y XIV. En 1964 es parcialmente restaurado, reconstruyendo las almenas del recinto. Entre los años 1966 y 1972 se completa la restauración habilitando el castillo como Parador, con una distribución interior recreando un cierto ambiente histórico. El 22 de julio de 1978 tiene lugar en el castillo la constitución del Consejo General de Castilla y León.
Barrio de la Azucarera
Tras el cierre de la última fábrica de azúcar de remolacha en 2003 entró en una fase de declive y en la actualidad (noviembre de 2022) se encuentra en un estado de abandono, especialmente el sector que formaba parte de las casas de los operarios junto a sus familias y del personal técnico, que se encuentra vallado para evitar mayores deterioros y daños a viandantes, su situación deprimida es tal que parece un "zona de guerra", que incluso se compara con la zona de exclusión de Chernóbyl, lo que se respalda por una "cierta" contaminación que ha dejado la actividad industrial y que incluso ha afectado al río Carrión y su cauce. Este sector fue, en su momento de auge, de lo más avanzado en su periodo, contando el hito de ser de los primeros dúplex que se construyeron en toda la provincia de Palencia, siendo también un ejemplo de paternalismo industrial, contando con un espacio comunitario en el centro de las viviendas e incluyendo en este caso una cancha de baloncesto, así como todas las casas contaban con corrales y carboneras en su parte baja. Formaban parte también de todo el complejo almacenes, capilla, casas de los porteros, talleres mecánicos, etc. de todo lo cual se ha desmantelado casi todo dejando solamente el Almacén del Río que cuenta con un tejado curvo de aluminio, así como los vestigios de la fábrica, destacando sus dos chimeneas de ladrillo, las cuales pertenecen a un estilo y modelo que están siendo catalogadas y protegidas en otros lugares como son Salamanca o Extremadura. Algunas de estas instalaciones, especialmente fuera del recinto vallado, se han convertido en viviendas particulares y naves agrícolas que aprovechan las paredes laterales de la antigua industria.
En esta área se situaba también la antigua fábrica de cerámica y tejas La Cerámica Castillo de Campos.
En actividad este sector industrial contaba con una línea férrea y con una máquina de tren propias, así como la estación de Monzón de Campos que tiene tráfico y parada pero sin atención presencial.
En su entorno aún vive un buen número de personas, existiendo una mezcla de casas molineras, pisos de antigua construcción y chalets modernos -especialmente en su parte más cercana al núcleo urbano de Monzón de Campos-. Permanecen activos varios negocios, un restaurante de tipo asador cuya especialización es la carne a la brasa, un Hotel de tipo Hostería y dos prostíbulos: El Club Hotel el Caballero de Monzón y el King II, los cuales dan mala fama a todo Monzón de Campos, especialmente a aquellas personas que desconocen el resto de patrimonio e historia con los que cuenta esta villa castellana.
- Conjunto amurallado del Condado de Monzón o Palacio de Altamira
- Puente de piedra
- Iglesia parroquial de El Salvador
- Espacio Cultural y de Arte Contemporáneo Nexo 990 o antiguo matadero
- Antigua Harinera
- Puente Nuevo o Pontón de Mangavallejo
- Fuente del Val
- Los Castrillones o Castellones
- Casa de la Acequia o Casa de Brujas
- El Almacén
- El Casarón o Torre Defensiva
- El pósito
- Yacimientos arqueológicos (Hierro II y medieval)
- Cementerio y antigua ermita de Santa Ana
- Casa del Capataz
- Bodegas tradicionales